# Anarquismo em Hong Kong

Variante negra da Bandeira de Hong Kong.

O anarquismo em Hong Kong surgiu como parte do movimento anarquista chinês, quando muitos anarquistas buscavam refúgio do Império Qing no território. O anarquismo cresceu em conjunto com o movimento revolucionário chinês, antes do território se tornar novamente uma área de refúgio dos anarquistas, seguindo a vitória comunista na guerra civil chinesa. Desde então os anarquistas fizeram parte do movimento de oposição em Hong Kong, primeiro contra o governo colonial britânico, e depois contra o crescente autoritarismo do Governo de Hong Kong.

## História
Em 1841, a Hong Kong britânico era ocupada pelo Império Britânico, e fazia parte das colônias da coroa. A ilha de Hong Kong era oficialmente cedida pela Império Qing e o território sob o domínio Britânico foi estendido em seguida pelas convenções de Pequim. Greves contra a administração colonial Britânica ocorreram pouco tempo após o início da ocupação, e continuaram durante o século XIX, com muitos trabalhadores em Hong Kong deixando seus postos e retornando para China em protesto. Hong Kong também se tornou um ponto de influência de ideias revolucionárias entre a população chinesa, agora fora do domínio Qing, onde um grupo de estudantes conhecido como os Quatro bandoleiros (Yeung Hok-ling, Sun Yat-sen, Chan Siu-bak and Yau Lit) discutiam abertamente a derrubada da dinastia Qing. Os bandoleiros, juntamente com o anarquista chinês Zhang Renjie, estavam entre os membros fundadores do Tongmenghui em 1905. Zhang se juntou ao ramo em Hong Kong em1907, depois de garantir a remoção de qualquer menção do Tian do juramento da organização.

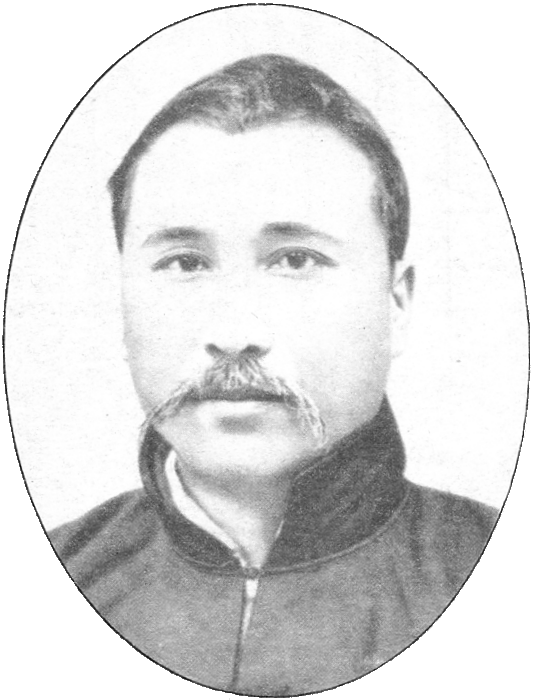
Chen Jiongming, um anarquista cantonês que fugiu para Hong Kong em razão da repressão realizada pelo Kuomintang, onde mais tarde ele fundaria o partido China Zhi Gong Party.

Liu Shifu também se mudou para Hong Kong em 1906, onde ele se tornou editor de um jornal local. Entretanto, após a tentativa de assassinato frustrada contra o comandante militar Li Chun, Liu foi aprisionado por três anos, sendo liberado apenas porque seus escritos haviam impressionado as autoridades locais. Retornou para Hong Kong em 1909, onde ele e Chen Jiongming fundaram o Corpo Chinês de Assassinato, um grupo militante anarquista dedicado à propaganda pelo ato. Com o início da Revolução Xinhai, Shifu retornou à China, onde o corpo de assassinato continuava suas atividades.
Chen Jiongming se tornou instrumental na organização do movimento sindical através da china meridional, apoiando os trabalhadores no direito de barganha coletiva. Durante a greve dos marinheiros de Hong Kong em 1922, apesar das tentativas de supressão das autoridades coloniais britânicas, Chen ajudou na vitória da greve, com os patrões aceitando as demandas de aumento salarial. Depois da derrota de Chen na guerra Yunnan–Guangxi, ele fugiu para Hong Kong, onde continuou a advogar a unificação da China de baixo-para-cima. Ele fundou então o partido Zhi Gong, que defendia o federalismo na China e o estabelecimento de um sistema pluri-partidário, criticando o sistema de partido único do Kuomintang.
Depois da eclosão do movimento 30 de Maio, a greve do Cantão-Hong Kong foi iniciada, em que manifestantes chineses chamaram por um boicote da Hong Kong Britânica e uma greve geral contra as autoridades coloniais britânicas. Em torno de 250.000 chineses deixaram a colônia por Guangdong, causando uma paralisia na economia de Hong Kong. Durante a greve, Zhang Renjie sucedeu o recém falecido Sun Yat-sen enquanto secretário do Kuomintang, trazendo uma liderança distintamente anarquista para o partido, ao lado de Li Shizeng, Wu Zhihui e Cai Yuanpei. Entretanto, Chiang Kai-shek começou à ascender no partido e depôs os Quatro Anciões, marcando uma transição para a direita no partido. Chiang iniciou o massacre de Xangai, durante o qual milhares de militantes de esquerda foram assassinados, iniciando a guerra civil chinesa.
Depois invasão japonesa da Manchúria, Chen Jiongming e o partido Zhi Gong criticaram o governo nacionalista de Chiang Kai-shek por sua recusa de confrontar o Império do Japão, organizaram então um boicote ao produtos chineses em Hong Kong. Entretantom após a morte de Chen e da ocupação japonesa de Hong Kong, o partido foi quase que completamente massacrado e começou à tender ao Marxismo-Leninismo após o fim da segunda guerra.
Seguindo o fim da guerra civil chinesa e a proclamação da República Popular da China em 1949, muitos anarquistas fugiram para Hong Kong. Apesar da crescente violência entre nacionalistas e comunistas em Hong Kong, a colônia se tornou um território de refúgio para as pessoas que fugiam da repressão na República Popular Chinesa, com mais de 60.000 refugiados se movendo para a ilha durante o Grande Salto Adiante.
Em 1969, o movimento estudantil de Hong Kong começou a ficar desiludido com o Partido Comunista da China devido aos eventos da Revolução Cultural e os tumultos de 1967 em Hong Kong, resultando em um interesse crescente pelo anarquismo e Trotskyismo por parte dos estudantes. Desse movimento surgiu o 70s Front, um organização socialista libertária que mobilizava contra a administração colonial britânica e o partido comunista chinês, publicando as revistas 70s Bi-weekly em Língua chinesa e a Minus em Língua Inglesa. Entretanto, conflitos ideológicos entre trotskyistas e anarquistas levaram à um ruptura na organização, com muitos trotskyistas deixando a organização para formar outra. Isso levou à dissolução do grupo no início de 1980.
A ascensão de Deng Xiaoping na China trouxe uma onda de liberalização econômica conhecida como socialismo com caracteristicas chinesas. O novo regime uma declaração que garantia a transferência da soberania de Hong Kong para a República Popular da China. Em seguida a esquerda de Hong Kong sofreu uma ruptura entre os campos pro-democracia e pro-Beijing. Coletivos anarquistas, como o Autonomous 8A, começaram a formar parte do amplo movimento de oposição. Anarquistas tem desde então participado de um número de ações contra o crescente autoritarismo em Hong Kong, incluindo o Occupy Central (2011–2012), os protestos em Hong Kong em 2014, também conhecido como Revolução dos Guarda Chuvas, e os Protestos em Hong Kong em 2019–2020 contra a lei de extradição.